# Eleições europeias de 2019 em Sintra

## Resultados Oficiais
| Partido                 | Partido                        | Votos   | %               | +/-  |
| ----------------------- | ------------------------------ | ------- | --------------- | ---- |
|                         | Partido Socialista             | 38 453  | 34,97 / 100,00  | 4,32 |
|                         | Partido Social Democrata       | 15 735  | 14,31 / 100,00  | -    |
|                         | Bloco de Esquerda              | 12 912  | 11,74 / 100,00  | 5,49 |
|                         | Coligação Democrática Unitária | 8 682   | 7,90 / 100,00   | 8,18 |
|                         | Pessoas–Animais–Natureza       | 8 277   | 7,53 / 100,00   | 4,67 |
|                         | CDS – Partido Popular          | 5 738   | 5,22 / 100,00   | -    |
|                         | Basta!                         | 3 016   | 2,74 / 100,00   | 1,59 |
|                         | Aliança                        | 2 545   | 2,31 / 100,00   | Novo |
|                         | LIVRE                          | 2 272   | 2,07 / 100,00   | 0,78 |
|                         | Nós, Cidadãos!                 | 1 260   | 1,15 / 100,00   | Novo |
|                         | Outros (com menos de 1,00%)    | 4 341   | 3,95 / 100,00   |      |
| Votos Inválidos         | Votos Inválidos                | 6 733   | 6,12 / 100,00   | 1,47 |
| Total                   | Total                          | 109 964 | 100,00 / 100,00 |      |
| Eleitorado/Participação | Eleitorado/Participação        | 317 863 | 34,59 / 100,00  | 1,62 |

## Resultados por Freguesia
Os resultados seguintes referem-se aos partidos que obtiveram mais de 1,00% dos votos:
| Freguesia                                     | %     | %     | %     | %    | %    | %     | %    | %    | %    | %    | Votantes |
| Freguesia                                     | PS    | PSD   | BE    | CDU  | PAN  | CDS   | B!   | A    | L    | NC!  | Votantes |
| --------------------------------------------- | ----- | ----- | ----- | ---- | ---- | ----- | ---- | ---- | ---- | ---- | -------- |
| Agualva e Mira-Sintra                         | 40,72 | 12,95 | 11,33 | 8,65 | 6,64 | 3,46  | 2,69 | 1,91 | 1,64 | 0,84 | 11 137   |
| Algueirão - Mem Martins                       | 34,40 | 13,55 | 12,16 | 7,88 | 8,10 | 5,17  | 3,09 | 2,40 | 2,26 | 1,10 | 18 480   |
| Almargem do Bispo, Pero Pinheiro e Montelavar | 38,38 | 17,67 | 8,47  | 7,57 | 5,46 | 5,39  | 2,68 | 1,35 | 1,51 | 0,87 | 5 417    |
| Cacém e São Marcos                            | 36,50 | 11,71 | 12,54 | 7,88 | 8,03 | 3,89  | 3,63 | 2,16 | 1,75 | 1,11 | 9 809    |
| Casal de Cambra                               | 39,51 | 13,85 | 8,91  | 7,06 | 6,42 | 4,81  | 3,27 | 1,85 | 1,33 | 1,20 | 3 242    |
| Colares                                       | 27,96 | 20,88 | 10,91 | 5,77 | 6,96 | 10,00 | 2,14 | 3,32 | 2,10 | 1,19 | 2 529    |
| Massamá e Monte Abraão                        | 34,58 | 14,50 | 13,11 | 8,68 | 7,28 | 4,68  | 2,24 | 2,46 | 2,46 | 1,27 | 15 073   |
| Queluz e Belas                                | 35,48 | 12,74 | 11,59 | 9,03 | 7,79 | 4,99  | 2,67 | 2,48 | 2,04 | 1,17 | 15 066   |
| Rio de Mouro                                  | 34,02 | 13,28 | 12,32 | 8,57 | 8,14 | 4,58  | 3,10 | 2,19 | 1,91 | 1,20 | 13 563   |
| São João das Lampas e Terrugem                | 31,89 | 19,00 | 10,42 | 5,74 | 8,26 | 5,60  | 2,04 | 1,74 | 1,89 | 0,93 | 5 353    |
| Sintra                                        | 29,48 | 17,32 | 11,63 | 5,50 | 7,33 | 9,10  | 2,08 | 3,15 | 2,76 | 1,52 | 10 295   |
| Sintra                                        | 34,97 | 14,31 | 11,74 | 7,90 | 7,53 | 5,22  | 2,74 | 2,31 | 2,07 | 1,15 | 109 964  |

#### Agualva e Mira-Sintra
| Partido                 | Partido                        | Votos  | %               | +/-  |
| ----------------------- | ------------------------------ | ------ | --------------- | ---- |
|                         | Partido Socialista             | 4 535  | 40,72 / 100,00  | 5,50 |
|                         | Partido Social Democrata       | 1 442  | 12,95 / 100,00  | -    |
|                         | Bloco de Esquerda              | 1 262  | 11,33 / 100,00  | 5,25 |
|                         | Coligação Democrática Unitária | 963    | 8,65 / 100,00   | 8,28 |
|                         | Pessoas–Animais–Natureza       | 740    | 6,64 / 100,00   | 3,75 |
|                         | CDS – Partido Popular          | 385    | 3,46 / 100,00   | -    |
|                         | Basta!                         | 300    | 2,69 / 100,00   | 1,63 |
|                         | Aliança                        | 213    | 1,91 / 100,00   | Novo |
|                         | LIVRE                          | 183    | 1,64 / 100,00   | 0,61 |
|                         | Partido Nacional Renovador     | 123    | 1,10 / 100,00   | 0,29 |
|                         | Outros (com menos de 1,00%)    | 406    | 3,64 / 100,00   |      |
| Votos Inválidos         | Votos Inválidos                | 585    | 5,25 / 100,00   | 1,14 |
| Total                   | Total                          | 11 137 | 100,00 / 100,00 |      |
| Eleitorado/Participação | Eleitorado/Participação        | 35 343 | 31,51 / 100,00  | 1,24 |

#### Algueirão - Mem Martins
| Partido                 | Partido                        | Votos  | %               | +/-  |
| ----------------------- | ------------------------------ | ------ | --------------- | ---- |
|                         | Partido Socialista             | 6 357  | 34,40 / 100,00  | 5,45 |
|                         | Partido Social Democrata       | 2 504  | 13,55 / 100,00  | -    |
|                         | Bloco de Esquerda              | 2 248  | 12,16 / 100,00  | 5,15 |
|                         | Pessoas–Animais–Natureza       | 1 497  | 8,10 / 100,00   | 5,04 |
|                         | Coligação Democrática Unitária | 1 457  | 7,88 / 100,00   | 8,55 |
|                         | CDS – Partido Popular          | 955    | 5,17 / 100,00   | -    |
|                         | Basta!                         | 571    | 3,09 / 100,00   | 2,06 |
|                         | Aliança                        | 444    | 2,40 / 100,00   | Novo |
|                         | LIVRE                          | 417    | 2,26 / 100,00   | 0,72 |
|                         | Nós, Cidadãos!                 | 203    | 1,10 / 100,00   | Novo |
|                         | Outros (com menos de 1,00%)    | 708    | 3,83 / 100,00   |      |
| Votos Inválidos         | Votos Inválidos                | 1 119  | 6,05 / 100,00   | 1,93 |
| Total                   | Total                          | 18 480 | 100,00 / 100,00 |      |
| Eleitorado/Participação | Eleitorado/Participação        | 55 534 | 33,28 / 100,00  | 2,63 |

#### Almargem do Bispo, Pero Pinheiro e Montelavar
| Partido                 | Partido                                         | Votos  | %               | +/-  |
| ----------------------- | ----------------------------------------------- | ------ | --------------- | ---- |
|                         | Partido Socialista                              | 2 079  | 38,38 / 100,00  | 5,42 |
|                         | Partido Social Democrata                        | 957    | 17,67 / 100,00  | -    |
|                         | Bloco de Esquerda                               | 459    | 8,47 / 100,00   | 4,28 |
|                         | Coligação Democrática Unitária                  | 410    | 7,57 / 100,00   | 5,79 |
|                         | Pessoas–Animais–Natureza                        | 296    | 5,46 / 100,00   | 3,39 |
|                         | CDS – Partido Popular                           | 292    | 5,39 / 100,00   | -    |
|                         | Basta!                                          | 145    | 2,68 / 100,00   | 1,70 |
|                         | LIVRE                                           | 82     | 1,51 / 100,00   | 0,70 |
|                         | Aliança                                         | 73     | 1,35 / 100,00   | Novo |
|                         | Partido Comunista dos Trabalhadores Portugueses | 61     | 1,13 / 100,00   | 0,74 |
|                         | Outros (com menos de 1,00%)                     | 184    | 3,40 / 100,00   |      |
| Votos Inválidos         | Votos Inválidos                                 | 379    | 6,99 / 100,00   | 1,10 |
| Total                   | Total                                           | 5 417  | 100,00 / 100,00 |      |
| Eleitorado/Participação | Eleitorado/Participação                         | 14 105 | 38,40 / 100,00  | 2,89 |

#### Cacém e São Marcos
| Partido                 | Partido                        | Votos  | %               | +/-  |
| ----------------------- | ------------------------------ | ------ | --------------- | ---- |
|                         | Partido Socialista             | 3 580  | 36,50 / 100,00  | 3,98 |
|                         | Bloco de Esquerda              | 1 230  | 12,54 / 100,00  | 5,58 |
|                         | Partido Social Democrata       | 1 149  | 11,71 / 100,00  | -    |
|                         | Pessoas–Animais–Natureza       | 788    | 8,03 / 100,00   | 4,80 |
|                         | Coligação Democrática Unitária | 773    | 7,88 / 100,00   | 9,58 |
|                         | CDS – Partido Popular          | 382    | 3,89 / 100,00   | -    |
|                         | Basta!                         | 356    | 3,63 / 100,00   | 2,40 |
|                         | Aliança                        | 212    | 2,16 / 100,00   | Novo |
|                         | LIVRE                          | 172    | 1,75 / 100,00   | 0,93 |
|                         | Nós, Cidadãos!                 | 109    | 1,11 / 100,00   | Novo |
|                         | Partido Nacional Renovador     | 105    | 1,07 / 100,00   | 0,34 |
|                         | Outros (com menos de 1,00%)    | 308    | 3,14 / 100,00   |      |
| Votos Inválidos         | Votos Inválidos                | 645    | 6,58 / 100,00   | 0,74 |
| Total                   | Total                          | 9 809  | 100,00 / 100,00 |      |
| Eleitorado/Participação | Eleitorado/Participação        | 31 376 | 31,26 / 100,00  | 0,96 |

#### Casal de Cambra
| Partido                 | Partido                                         | Votos  | %               | +/-  |
| ----------------------- | ----------------------------------------------- | ------ | --------------- | ---- |
|                         | Partido Socialista                              | 1 281  | 39,51 / 100,00  | 7,26 |
|                         | Partido Social Democrata                        | 449    | 13,85 / 100,00  | -    |
|                         | Bloco de Esquerda                               | 289    | 8,91 / 100,00   | 3,69 |
|                         | Coligação Democrática Unitária                  | 229    | 7,06 / 100,00   | 6,76 |
|                         | Pessoas–Animais–Natureza                        | 208    | 6,42 / 100,00   | 3,99 |
|                         | CDS – Partido Popular                           | 156    | 4,81 / 100,00   | -    |
|                         | Basta!                                          | 106    | 3,27 / 100,00   | 1,72 |
|                         | Aliança                                         | 60     | 1,85 / 100,00   | Novo |
|                         | LIVRE                                           | 43     | 1,33 / 100,00   | 1,07 |
|                         | Nós, Cidadãos!                                  | 39     | 1,20 / 100,00   | Novo |
|                         | Partido Comunista dos Trabalhadores Portugueses | 37     | 1,14 / 100,00   | 1,49 |
|                         | Outros (com menos de 1,00%)                     | 114    | 3,51 / 100,00   |      |
| Votos Inválidos         | Votos Inválidos                                 | 231    | 7,13 / 100,00   | 1,28 |
| Total                   | Total                                           | 3 242  | 100,00 / 100,00 |      |
| Eleitorado/Participação | Eleitorado/Participação                         | 10 065 | 32,21 / 100,00  | 0,24 |

#### Colares
| Partido                 | Partido                        | Votos | %               | +/-  |
| ----------------------- | ------------------------------ | ----- | --------------- | ---- |
|                         | Partido Socialista             | 707   | 27,96 / 100,00  | 0,87 |
|                         | Partido Social Democrata       | 528   | 20,88 / 100,00  | -    |
|                         | Bloco de Esquerda              | 276   | 10,91 / 100,00  | 5,98 |
|                         | CDS – Partido Popular          | 253   | 10,00 / 100,00  | -    |
|                         | Pessoas–Animais–Natureza       | 176   | 6,96 / 100,00   | 4,70 |
|                         | Coligação Democrática Unitária | 146   | 5,77 / 100,00   | 5,23 |
|                         | Aliança                        | 84    | 3,32 / 100,00   | Novo |
|                         | Basta!                         | 54    | 2,14 / 100,00   | 0,95 |
|                         | LIVRE                          | 53    | 2,10 / 100,00   | 0,05 |
|                         | Nós, Cidadãos!                 | 30    | 1,19 / 100,00   | Novo |
|                         | Iniciativa Liberal             | 26    | 1,03 / 100,00   | Novo |
|                         | Outros (com menos de 1,00%)    | 54    | 2,14 / 100,00   |      |
| Votos Inválidos         | Votos Inválidos                | 142   | 5,61 / 100,00   | 3,87 |
| Total                   | Total                          | 2 529 | 100,00 / 100,00 |      |
| Eleitorado/Participação | Eleitorado/Participação        | 6 454 | 39,19 / 100,00  | 1,26 |

#### Massamá e Monte Abraão
| Partido                 | Partido                        | Votos  | %               | +/-  |
| ----------------------- | ------------------------------ | ------ | --------------- | ---- |
|                         | Partido Socialista             | 5 212  | 34,58 / 100,00  | 4,10 |
|                         | Partido Social Democrata       | 2 186  | 14,50 / 100,00  | -    |
|                         | Bloco de Esquerda              | 1 976  | 13,11 / 100,00  | 6,58 |
|                         | Coligação Democrática Unitária | 1 309  | 8,68 / 100,00   | 8,47 |
|                         | Pessoas–Animais–Natureza       | 1 098  | 7,28 / 100,00   | 4,37 |
|                         | CDS – Partido Popular          | 705    | 4,68 / 100,00   | -    |
|                         | Aliança                        | 371    | 2,46 / 100,00   | Novo |
|                         | LIVRE                          | 371    | 2,46 / 100,00   | 0,83 |
|                         | Basta!                         | 338    | 2,24 / 100,00   | 1,44 |
|                         | Nós, Cidadãos!                 | 192    | 1,27 / 100,00   | Novo |
|                         | Outros (com menos de 1,00%)    | 527    | 3,50 / 100,00   |      |
| Votos Inválidos         | Votos Inválidos                | 788    | 5,23 / 100,00   | 1,70 |
| Total                   | Total                          | 15 073 | 100,00 / 100,00 |      |
| Eleitorado/Participação | Eleitorado/Participação        | 42 766 | 35,25 / 100,00  | 1,83 |

#### Queluz e Belas
| Partido                 | Partido                        | Votos  | %               | +/-  |
| ----------------------- | ------------------------------ | ------ | --------------- | ---- |
|                         | Partido Socialista             | 5 346  | 35,48 / 100,00  | 3,87 |
|                         | Partido Social Democrata       | 1 919  | 12,74 / 100,00  | -    |
|                         | Bloco de Esquerda              | 1 746  | 11,59 / 100,00  | 5,16 |
|                         | Coligação Democrática Unitária | 1 360  | 9,03 / 100,00   | 8,84 |
|                         | Pessoas–Animais–Natureza       | 1 173  | 7,79 / 100,00   | 5,17 |
|                         | CDS – Partido Popular          | 752    | 4,99 / 100,00   | -    |
|                         | Basta!                         | 402    | 2,67 / 100,00   | 1,37 |
|                         | Aliança                        | 374    | 2,48 / 100,00   | Novo |
|                         | LIVRE                          | 307    | 2,04 / 100,00   | 0,94 |
|                         | Nós, Cidadãos!                 | 177    | 1,17 / 100,00   | Novo |
|                         | Outros (com menos de 1,00%)    | 572    | 3,80 / 100,00   |      |
| Votos Inválidos         | Votos Inválidos                | 938    | 6,22 / 100,00   | 1,03 |
| Total                   | Total                          | 15 066 | 100,00 / 100,00 |      |
| Eleitorado/Participação | Eleitorado/Participação        | 43 917 | 34,31 / 100,00  | 1,01 |

#### Rio de Mouro
| Partido                 | Partido                                         | Votos  | %               | +/-  |
| ----------------------- | ----------------------------------------------- | ------ | --------------- | ---- |
|                         | Partido Socialista                              | 4 614  | 34,02 / 100,00  | 4,95 |
|                         | Partido Social Democrata                        | 1 801  | 13,28 / 100,00  | -    |
|                         | Bloco de Esquerda                               | 1 671  | 12,32 / 100,00  | 5,43 |
|                         | Coligação Democrática Unitária                  | 1 162  | 8,57 / 100,00   | 8,92 |
|                         | Pessoas–Animais–Natureza                        | 1 104  | 8,14 / 100,00   | 5,16 |
|                         | CDS – Partido Popular                           | 621    | 4,58 / 100,00   | -    |
|                         | Basta!                                          | 421    | 3,10 / 100,00   | 1,86 |
|                         | Aliança                                         | 297    | 2,19 / 100,00   | Novo |
|                         | LIVRE                                           | 259    | 1,91 / 100,00   | 1,14 |
|                         | Nós, Cidadãos!                                  | 163    | 1,20 / 100,00   | Novo |
|                         | Partido Nacional Renovador                      | 148    | 1,09 / 100,00   | 0,21 |
|                         | Partido Comunista dos Trabalhadores Portugueses | 138    | 1,02 / 100,00   | 1,25 |
|                         | Outros (com menos de 1,00%)                     | 311    | 2,29 / 100,00   |      |
| Votos Inválidos         | Votos Inválidos                                 | 853    | 6,29 / 100,00   | 1,50 |
| Total                   | Total                                           | 13 563 | 100,00 / 100,00 |      |
| Eleitorado/Participação | Eleitorado/Participação                         | 40 144 | 33,79 / 100,00  | 2,01 |

#### São João das Lampas e Terrugem
| Partido                 | Partido                                         | Votos  | %               | +/-  |
| ----------------------- | ----------------------------------------------- | ------ | --------------- | ---- |
|                         | Partido Socialista                              | 1 707  | 31,89 / 100,00  | 3,51 |
|                         | Partido Social Democrata                        | 1 017  | 19,00 / 100,00  | -    |
|                         | Bloco de Esquerda                               | 558    | 10,42 / 100,00  | 5,08 |
|                         | Pessoas–Animais–Natureza                        | 442    | 8,26 / 100,00   | 5,59 |
|                         | Coligação Democrática Unitária                  | 307    | 5,74 / 100,00   | 6,22 |
|                         | CDS – Partido Popular                           | 300    | 5,60 / 100,00   | -    |
|                         | Basta!                                          | 109    | 2,04 / 100,00   | 0,95 |
|                         | LIVRE                                           | 101    | 1,89 / 100,00   | 0,39 |
|                         | Aliança                                         | 93     | 1,74 / 100,00   | Novo |
|                         | Partido Comunista dos Trabalhadores Portugueses | 56     | 1,05 / 100,00   | 0,46 |
|                         | Outros (com menos de 1,00%)                     | 206    | 3,84 / 100,00   |      |
| Votos Inválidos         | Votos Inválidos                                 | 457    | 8,54 / 100,00   | 1,12 |
| Total                   | Total                                           | 5 353  | 100,00 / 100,00 |      |
| Eleitorado/Participação | Eleitorado/Participação                         | 13 860 | 38,62 / 100,00  | 2,87 |

#### Sintra
| Partido                 | Partido                        | Votos  | %               | +/-  |
| ----------------------- | ------------------------------ | ------ | --------------- | ---- |
|                         | Partido Socialista             | 3 035  | 29,48 / 100,00  | 2,31 |
|                         | Partido Social Democrata       | 1 783  | 17,32 / 100,00  | -    |
|                         | Bloco de Esquerda              | 1 197  | 11,63 / 100,00  | 6,50 |
|                         | CDS – Partido Popular          | 937    | 9,10 / 100,00   | -    |
|                         | Pessoas–Animais–Natureza       | 755    | 7,33 / 100,00   | 4,25 |
|                         | Coligação Democrática Unitária | 566    | 5,50 / 100,00   | 7,09 |
|                         | Aliança                        | 324    | 3,15 / 100,00   | Novo |
|                         | LIVRE                          | 284    | 2,76 / 100,00   | 0,70 |
|                         | Basta!                         | 214    | 2,08 / 100,00   | 0,58 |
|                         | Iniciativa Liberal             | 162    | 1,57 / 100,00   | Novo |
|                         | Nós, Cidadãos!                 | 156    | 1,52 / 100,00   | Novo |
|                         | Outros (com menos de 1,00%)    | 286    | 2,77 / 100,00   |      |
| Votos Inválidos         | Votos Inválidos                | 596    | 5,79 / 100,00   | 2,07 |
| Total                   | Total                          | 10 295 | 100,00 / 100,00 |      |
| Eleitorado/Participação | Eleitorado/Participação        | 24 299 | 42,37 / 100,00  | 4,29 |